# 돌격

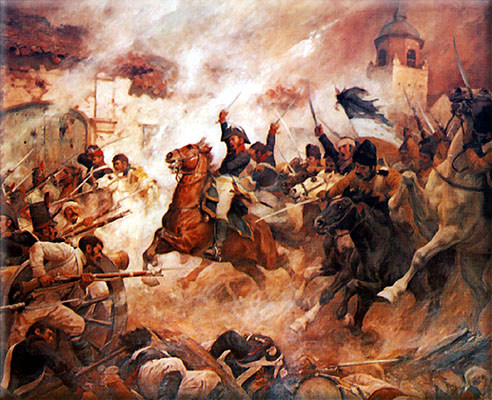
란카구아 전투 당시 칠레군을 이끌고 돌격하는 베르나르도 오이긴스.

돌격(突撃, charge)은 전투에서 전투원이 적을 향해 최대한의 속도로 접근하여 근접전을 시도하는 기동이다. 전투원이 적에게 최고 속도로 전진하여 결정적인 근접전을 시도하는 전투 중 공격 기동이다. 돌격은 지배적인 충격 공격이며 역사를 통틀어 많은 전투에서 핵심 전술이자 결정적인 순간이었다. 현대 돌격은 일반적으로 다른 그룹이나 요새화된 라인을 돌격하는 대규모 전투원 그룹 대신 높은 발사 속도의 무기를 장착하고 개별 방어 위치(예: 콘서테이너 또는 벙커)를 공격하는 소규모 화력팀을 포함한다.

## 화기의 시대
화기(총기) 시대의 기본 매개변수는 발사 속도(또는 효율성)에 대한 전진 속도이다. 공격자가 방어자가 공격자를 죽이거나 무력화시킬 수 있는 것보다 더 빠른 속도로 전진하면 공격자는 방어자에게 도달하게 된다(반드시 숫자가 크게 약화되지 않는 한 반드시 그런 것은 아닙니다). 이 간단한 비교에는 타이밍, 사격 엄호, 조직, 대형 및 지형 등 많은 수정자가 있다. 돌격이 실패하면 공격자가 되려는 공격자가 역돌격에 취약해질 수 있다.
지난 700년 동안 군대의 발사 속도는 지속적으로 증가해 왔지만 대규모 돌격을 성공적으로 저지하는 동시에 승리도 거두었다. 직선 돌격의 성공률이 떨어지는 것은 19세기 중반 이후, 특히 연발 소총, 기관총, 후장식 포병이 도입된 이후이다. 그들은 적의 화력을 감당할 수 없는 제한된 지역에서 훨씬 작은 규모로 여전히 유용하다. 총검 돌격은 20세기 초에도 여전히 볼 수 있지만, 화력이 열악하거나 탄약 공급이 부족한 적에게 사용하거나 단순히 적에게 공포를 주기 위한 자살 공격의 한 형태로 사용되는 경우가 많다.
현대에는 대니보이 전투의 총검 돌격 등 몇 가지 예외를 제외하면 폭동 진압과 시가전을 제외하면 근접 돌격은 사실상 소멸되지만, 군사 돌격 전술은 주로 탱크 등 장갑차, 보병전투 등을 활용해 이뤄지고 있다. 차량, 장갑차. 이 지상 전투 차량은 행군 사격으로 직접 전진하거나 보병 공격자를 목표 위치에 빠르게 이동시켜 공격하고 점령할 수 있다. 공습은 또한 고가치 표적에 대한 특수 작전 공습을 삽입하기 위해 자주 사용되는 전술이다.

## 같이 보기
- 반자이 돌격
- 인해전술
- 총검